# Torben Krogh (teaterhistoriker)
 For alternative betydninger, se Torben Krogh. (Se også artikler, som begynder med Torben Krogh)
Torben Thorberg Krogh (21. april 1895 i København – 10. februar 1970 sammesteds) var en dansk professor, musik- og teaterhistoriker.
Efter at være blevet student fra Ordrup Gymnasium i 1913 gik han på Musikkonservatoriet (1914-1917), hvorefter han blev mag. art. i musikhistorie i 1919. Han blev dr. phil. i Berlin i 1922 på disputatsen Zur Geschichte des dänischen Singspiels im 18. Jahrhundert.
Han var privatdocent på Københavns Universitet 1923-24, var operainstruktør ved det Kongelige Teater 1924-29 og blev ansat som lærer ved Teatrets Elevskole i 1929. I 1941 blev han bibliotekar ved teatrets bibliotek. 1953-66 var han professor i teaterhistorie ved Københavns Universitet. 
Torben Krogh var forfatter til en lang række musik- og teaterhistoriske værker, bl.a. Ældre dansk Teatermusik (1931), Ældre dansk Teater (1940) og Heibergs Vaudeviller (1942). Derudover var han medarbejder ved Dansk Biografisk Leksikon (2. udgave) og Weilbachs Kunstnerleksikon.
15. marts 1951 blev han medlem af Det kongelige danske Selskab for Fædrelandets Historie. Han blev Ridder af Dannebrogordenen 1942 og Ridder af 1. grad 1953.
Han er begravet på Ordrup Kirkegård.